# A Laracha
A Laracha és un municipi de la província de la Corunya a Galícia. Pertany a la comarca de Bergantiños.
| 7.993 | 10.039 | 12.213 | 11.710 | 10.800 |
| Fonts: INE i IGE (Els criteris de registre censal variaren i les dades de l'INE i de l'IGE poden no coincidir.) |        |        |        |        |

## Parròquies
| - Cabovilaño (San Román) - Caión (Santa María do Socorro) - Coiro (San Xián) - Erboedo (Santa María) - Golmar (San Bieito) - Lemaio (Santa Mariña) - Lendo (San Xián) | - Lestón (San Martiño) - Montemaior (Santa María Madanela) - Soandres (San Pedro) - Soutullo (Santa María) - Torás (Santa María) - Vilaño (Santiago) |